# Neuvy-au-Houlme

Neuvy-au-Houlme este o comună în departamentul Orne, Franța. În 1 ianuarie 2022 avea o populație de 198 de locuitori.